# Eidalimus insularum
Eidalimus insularum är en tvåvingeart som beskrevs av James 1980. Eidalimus insularum ingår i släktet Eidalimus och familjen vapenflugor. Inga underarter finns listade i Catalogue of Life.